# Sugar Creek Township (Allen County, Ohio)
Sugar Creek Township ist eines von zwölf Townships des Allen Countys im US-Bundesstaat Ohio. Das U.S. Census Bureau hat bei der Volkszählung 2020 eine Einwohnerzahl von 1.231 ermittelt.

## Geografie
Sugar Creek Township liegt im Nordwesten des Allen Countys im Nordwesten von Ohio und grenzt im Uhrzeigersinn an die Townships: Sugar Creek Township im Putnam County, Monroe Township, Bath Township, American Township, Marion Township und Jennings Township im Putnam County.

## Verwaltung
Das Township wird durch ein Board of Trustees, bestehend aus drei gewählten Mitgliedern, verwaltet. Zwei Personen werden jeweils im Jahr nach der Präsidentschaftswahl gewählt und eine jeweils im Jahr davor. Die Amtszeit dauert in der Regel vier Jahre und beginnt jeweils am 1. Januar. Daneben gibt es noch einen Township Clerk (Schriftführer), der ebenfalls im Jahr vor der Präsidentschaftswahl auf eine vierjährige Amtszeit gewählt wird. Dessen Amtszeit beginnt jeweils am 1. April.